# Nabilah al-Tunisi
Nabilah al-Tunisi (arabisch نبيلة التونسي, DMG Nabīla at-Tūnisī; *  1959 in Saudi-Arabien) ist eine saudi-arabische Ingenieurin. Sie wurde 2015 Chefingenieurin bei dem größten Öl- und Gasunternehmen der Welt Saudi Aramco.

## Leben und Werk
Al-Tunisi ist die Tochter des saudischen Generals Makki al-Tunisi und wuchs in einer Militärbasis in Riad auf. 1971 zog ihre Familie nach Spanien, wo ihr Vater Militärattaché an der saudischen Botschaft in Madrid wurde. Sie besuchte dort eine spanisch-amerikanische Schule und nahm Arabischunterricht. Mit 15 Jahren kehrte sie zu einer High School in Riad zurück. Ihre Eltern ermutigten sie, sich am College in Oregon zu bewerben, wo ihr älterer Bruder studierte. 1976 reiste sie nach Portland (Oregon), um am Lewis & Clark College Elektrotechnik zu studieren. 1982 erwarb sie einen Bachelor-Abschluss in Elektrotechnik und Informationstechnik an der University of Portland. An der Oregon State University erhielt sie einen Master in Computertechnik und an der Stanford University erhielt sie einen Executive MBA. 

## Arbeit bei Aramco Saudi-Arabien
1982 begann sie als Computersystemingenieurin als einzige Frau bei dem Unternehmen Saudi Aramco Saudi-Arabien. In den nächsten zwei Jahren entwickelte sie unter anderem eine Software zur Berechnung der Ölversorgung und zur Simulation von Ölreservoirs. 1984 wechselte sie in die Abteilung Engineering und Projektmanagement. 1986 bekam sie ihren ersten großen Auftrag. Saudi Aramco schickte sie in seine Büros in Houston, Texas, und beauftragte sie mit einem 7-Millionen-Dollar-Projekt. Sie arbeitete mit dem US-amerikanischen Ingenieurbüro KBR zusammen, um eine Technologie zur Überwachung von Gaspipeline-Lecks in Saudi-Arabien zu entwickeln. Sie schloss das Projekt 1990 ab, als sie an einer Ingenieurkonferenz in Boston, Massachusetts, teilnahm. Einer der Höhepunkte ihrer Karriere war das 17 Milliarden US-Dollar teure Manifa-Ölfeld, eine Ansammlung von 27 künstlichen Inseln in den flachen nordöstlichen Gewässern des Arabischen Golfs. Es ist das fünftgrößte Offshore-Ölfeld der Welt. Sie arbeitete zusammen mit anderen Ingenieuren an der Entwicklung eines 41 Kilometer langen Damms zur Verbindung der Inseln, um die Störung des Meereslebens in einem Gebiet zu minimieren, in dem Fischerei und Garnelenfang die Hauptindustrien waren. 2015 wurde sie Chefingenieurin von Saudi Aramco. 
2017 wurde Al-Tunisi die erste weibliche Vorsitzende der saudi-arabischen Wertpapierbörse Tadawul.

## Auszeichnungen (Auswahl)
- 2010: Mitgliedschaft in der Academy of Distinguished Engineers, Oregon State University
- 2012: Liste der 25 einflussreichsten Frauen im Projektmanagement, Journal des Project Management Institute
- 2014:  Platz 4 der Liste der 200 mächtigsten arabischen Frauen in der Geschäftsführung, Forbes Middle East
- 2015: Arab Woman Award, Königreich Saudi-Arabien